# Karl Philipp Kayser

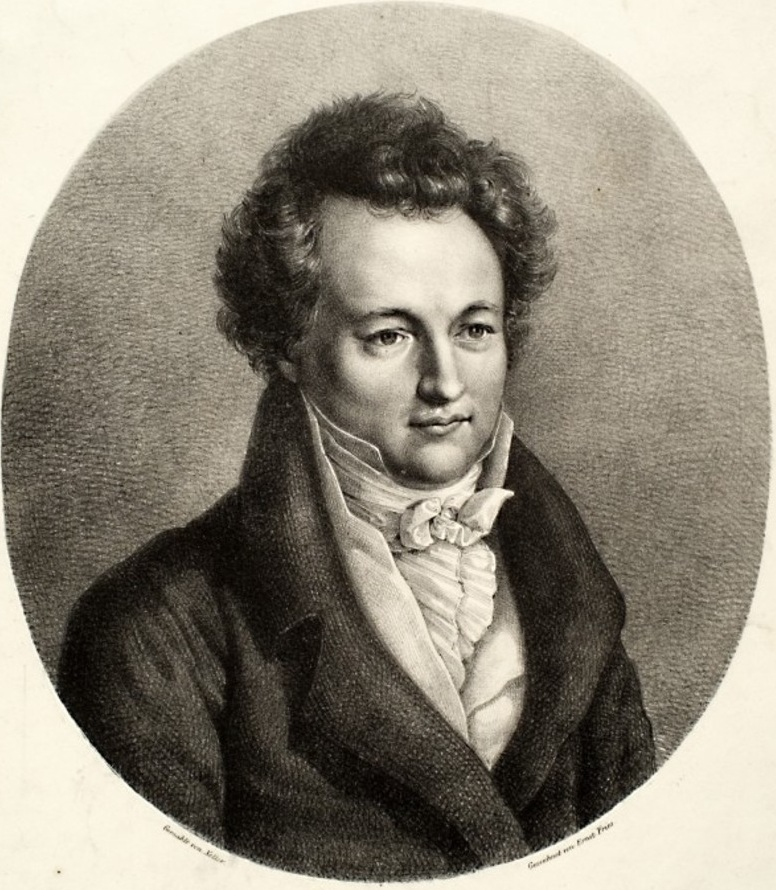
Karl Philipp Kayser. Zeichnung von Ernst Fries nach einem Gemälde von Christian Xeller

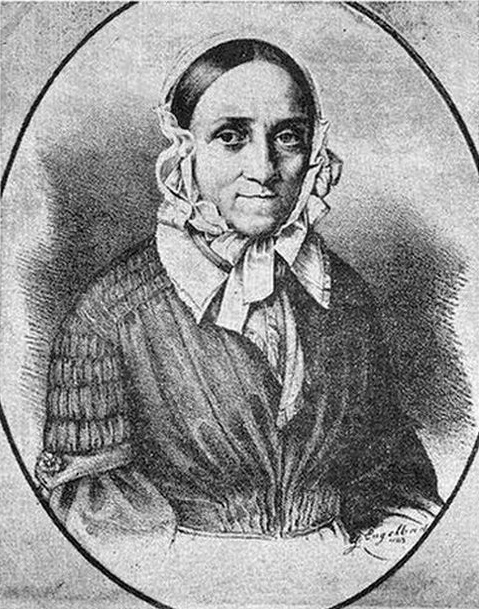
Die Ehefrau Gertraude Kayser geb. Kaibel, Lithografie von Georg Engelbach

Karl Philipp Kayser (* 18. November 1773 in Enzheim bei Alzey; † 18. November 1827 in Heidelberg) war ein deutscher Klassischer Philologe.

## Leben
Karl Philipp Kayser war der Sohn des reformierten Pastors Peter Gregor Kayser im Ort Enzheim nahe Alzey. Er erhielt zunächst Privatunterricht, besuchte anschließend von 1787 bis 1790 die Gymnasien in Grünstadt und Buchweiler und studierte vom Oktober 1790 bis zum September 1793 an der Universität Göttingen die Fächer Philologie und Evangelische Theologie; zu seinen akademischen Lehrern gehörten der Philologe Christian Gottlob Heyne und der Orientalist Johann Gottfried Eichhorn.
Ab 1794 war Kayser als Lehrer am Reformierten Gymnasium in Heidelberg tätig, wo er zunächst die zweite Präzeptorenstelle und 1796 die dritte ordentliche Lehrerstelle einnahm. Im Jahr 1805 habilitierte er sich im Fach Philologie an der Universität Heidelberg und hielt dort seitdem als Privatdozent Vorlesungen und Übungen ab. Im Jahr 1807 übernahm er auch das Amt eines Sekretärs an der Universitätsbibliothek.
Nach der Vereinigung des Reformierten Gymnasiums mit der katholischen Schule zum Großherzoglich Badischen Gymnasium unterrichtete Kayser dort weiter. 1820 wurde er zu einem der beiden alternierenden Direktoren des Gymnasiums ernannt, nachdem er im Jahr zuvor an der Universität den Titel eines außerordentlichen Professors erhalten hatte.
Als Fachwissenschaftler trat Kayser früh mit einer Fragmentsammlung des Elegiendichters Philetas von Kos hervor (1793), zu der Christian Gottlob Heyne das Vorwort schrieb. Später verfasste Kayser Lehrbücher für den Latein- und Geschichtsunterricht und gab die Schriften des Humanisten Marcus Antonius Muretus heraus. Sein Tagebuch aus den Jahren 1793 bis 1827 wurde 1923 in Auswahl veröffentlicht.
Karl Philipp Kayser war ab 1805 mit Gertrud Kaibel verheiratet, der Tochter des Mannheimer Pastors Georg David Kaibel. Das Paar hatte fünf Töchter und zwei Söhne, darunter den Philologen Karl Ludwig Kayser (1808–1872).

## Schriften (Auswahl)
- Philetae Coi fragmenta quae reperiuntur. Collegit et notis illustravit Carolus Philippus Kayser, Enzhemio-Palatinus. Praefixa est epistola Chr. G. Heynii ad Io. Georg. Schlosserum. Göttingen 1793
- Interessante Erzählungen: oder Auswahl anziehender und für die Kenntniß des Römischen Alterthums lehrreicher Abschnitte aus T. Livius zum Behufe einer zweckmäßigern Vorbereitung zum Verstehen der Römischen Classiker hauptsächlich für mittlere Abtheilungen gelehrter Schulen. Erlangen 1805. 2., verbesserte Auflage 1824
- M. Antonii Mureti scripta selecta. Curavit Carolus Philippus Kayser. Accedit Friderici Creuzeri epistola ad editorum. Heidelberg 1809
- Franz Schneider (Hrsg.): Aus gärender Zeit: Tagebuchblätter des Heidelberger Professors Karl Philipp Kayser aus den Jahren 1793 bis 1827. Karlsruhe 1923